# Монреал
Монреàл, понякога Монтреал (на френски: Montréal, на английски: Montreal) е вторият по население град в Канада и най-населеният град в провинция Квебек.
Градът е голям остров и пристанищен метрополис на река Сейнт Лорънс, в подножието на Лашинските бързеи. Съсредоточен е върху остров Монреал и върху няколко много по-малки периферни острова, най-големият от които е Ил Бизар. Намира се на 196 km източно от националната столица Отава и на 258 km югозападно от град Квебек – столицата на провинция Квебек. Общата му площ е 366,74 km². Към 2021 г. има население от 1 762 949 души, а метрополният регион – 4 291 732 души, което го прави вторият по-големина град и метрополен регион в Канада.
Основан през 1642 г. като Форт „Вил Мари“ („Градът на Мария“), Монреал е кръстен на Маунт Роял – тривърхата планина, около който е построен ранният град Вил Мари. Тя гледа към бизнес центъра и историческия център на града, и двата разположени в квартал „Вил Мари“.
Официален език на администрацията, френският, е езикът, използван и от мнозинството от населението. Английският и други езици играят важна роля. Половината жители на Монреал са двуезични и почти 1/4 са триезични.
Исторически икономическа столица на Канада, Монреал е надминат по население и икономическа сила от Торонто през 70-те години на XX век. Все пак той остава важен център на изкуството, културата, литературата, филмите и телевизията, музиката, търговията, космическата индустрия, транспорта, финансите, фармацевтиката, технологиите, дизайна, образованието, туризма, храната, модата, разработката на видеоигри и световните дела. В него се намират централата на Международната организация за гражданска авиация. Обявен е от ЮНЕСКО за град на дизайна през 2006 г. През 2017 г. е класиран като 12-ия най-удобен за живеене град в света от Икономист Интелиджънс Юнит в годишната му Глобална класация за жизнеспособност, въпреки че пада до 40-то място в индекса за 2021 г., главно поради напрежението върху здравната система от пандемията от COVID-19. Икономическото, търговско и финансово сърце на провинцията Квебек, в града се намират повече от 400 централи на компании и множество индустриални клъстери. Редовно е класиран като един от десетте най-добри градове в света за студенти в класацията на QS World University Rankings. Градският обществен транспорт, структуриран от метро мрежа, е един от най-ефективните, бързи и точни в Северна Америка. Международното летище „Пиер-Елиот Трюдо“ посреща близо 20 млн. пътници годишно. Регионът на Монреал е вратата за имиграция в Квебек. Повече от 70% от хората, родени в чужбина и пребиваващи в Квебек, остават там.
Монреал е домакин на множество международни конференции и събития, включително Международното и универсално изложение през 1967 г. и Летните олимпийски игри през 1976 г. Това е единственият канадски град, в който са провеждани Летни олимпийски игри. През 2018 г. е класиран като глобален град. Домакин е на Голямата награда на Канада от Формула 1, на Международния джаз фестивал в Монреал – най-големият джаз фестивал в света, на фестивала Just for Laughs – най-големият комедиен фестивал в света, и на FrancoFolies de Montréal – най-големият френскоезичен музикален фестивал в света. Дом е на Монреал Канейдиънс от Националната хокейна лига, печелил Купа „Стенли“ повече от всеки друг отбор, както и най-старият хокеен клуб в света, който все още функционира без прекъсване.

## Етимология
Монреал се произнася [mɔ̃ʁeal]аудио на стандартен френски, [mɒ̃ʁeal]аудио на квебекски френски и [mʌntriːˈɒl]аудио на канадски английски.
На езика оджибуей земята се нарича Mooniyaang – „първото място за спиране“ в историята на миграцията на оджибуей, както е споменато в пророчеството за седемте огъня. На езика мохок тя се нарича Tiohtià:ke, което означава „където теченията се срещат“ или „островът между двата бързея“. Това е съкращение от Teionihtiohtiá:kon, което в свободен превод означава „там където групата се раздели“.
Френски заселници от Ла Флеш в Долината на Лоара за първи път кръщават своя нов град, основан през 1642 г., Ville Marie („Градът на Мария“), кръстен на Дева Мария. Въпреки че първото френско селище на остров Монреал се казва Вил Мари, именно името „Монреал“ става де факто името на града от XVII век; няколко карти свидетелстват за това. Това наименование става официално на 31 март 1831 г. – датата на учредяване на „град Монреал“.
Френският изследовател Жак Картие по време на второто си пътуване до Америка през 1535 г. дава името на тривърхата планината над града. В своя пътепис той разказва: „И сред тези селски райони е разположен и разположен град Ошлага близо до планина с разорана и много плодородна околност и от която се вижда много далеч. Нарекохме тази планина мон Роял“. Изборът на това име би могло да се дължи на този, който придружава Картие в деня на пристигането на този остров, Клод дьо Понтбриан, син на господаря на замъка Монреал в Херцогство Аквитания (днес във френската община Исак). Това е мнението на канадските историци Анри Персивал Бигар и Егидиус Фото. От Синьория Монреал (seigneurie de Montréal) в Аквитания е останал замъкът Монреал. 
Настоящата форма на името Montréal обикновено се смята, че произлиза именно от планината Мон Роял. Има множество обяснения за това как името става Монреал. На френски език от XVI век формите réal и royal са използвани взаимозаменяемо, така че Montréal може просто да е вариант на Mont Royal. Във второто обяснение името идва от италиански превод. Венецианският географ Джовани Батиста Рамузио използва името Monte Real, за да посочи Маунт Роял в своята карта от 1556 г. на региона. Комисията по топонимия на Квебек обаче оспорва това обяснение.
Френският историограф Франсоа дьо Белфорест в труда си „Универсалната космография на всичко“ е първият, който използва формата Montréal по отношение на целия регион през 1575 г.
Терминът mont на френски (и на окситански) идва от гало-романското MONTE (самият той във винителния падеж на латински: montem, от латинското mons („планина“), има и значението на „височина, надморска височина, хълм“ на старофренски. réal, Réal обикновено представлява францизираната окситанска форма на real (съвременен окситански reial, reiau, „кралски“) ( вж. френската община Монреал ле Сур в Дром: Mons Real през 1231 г.), произлизащ като френското royal от латинското regalis. Оттук и цялостното значение на «mont royal». Този топонимичен тип показва, според Алберт Доза, пряко подчинение на краля.

## История

### Предевропейски контакт
Археологическите доказателства в региона показват, че местното население от Първите нации обитава остров Монреал още преди 4000 години. До 1000 г. сл. н. е. то започва да култивира царевица. В рамките на няколкостотин години строи укрепени селища. Лаврентийските ирокези – етнически и културно различна група от ирокезките нации от Haudenosaunee (тогава базирани в днешен Ню Йорк) основават село Ошлага в подножието на Маунт Роял два века преди пристигането на французите. Археолозите откриват доказателства за тяхното обитаване там и на други места в долината поне от XIV век. Френският изследовател Жак Картие посещава Ошлага на 2 октомври 1535 г. и оценява населението на местното население на над 1000 души. Доказателствата за по-ранна окупация на острова, като тези, открити през 1642 г. по време на строителството на Форт „Вил-Мари“, на практика са премахнати.

### Ранно европейско селище (1600 – 1760)
През 1603 г. френският изследовател Самюел дьо Шамплен съобщава, че лаврентийските ирокези и техните селища са изчезнали напълно от низината Сейнт Лорънс. Смята се, че това се дължи на емиграцията, епидемиите от европейски болести или междуплеменните войни. През 1611 г. той създава пункт за търговия с кожи на остров Монреал на място, първоначално наречено Ла Плас Роял: на мястото на сливането на Птит Ривиер и Сейнт Лорънс се намира днешният археологически музей „Поант а Калиер“ (Pointe-à-Callière). На своята карта от 1616 г. Шамплен наименува острова Лил дьо Вилменон в чест на сир дьо Вилменон – френски сановник, който се стреми да стане вицекрал на Нова Франция.

От 1636 г. Синьория Ил дьо Монреал е предоставена на френски благородници: първо на Жан дьо Лосон, президент на Компанията на Стоте съдружника, след това на Жером Льо Роайе, господар на Ла Доверсиер, който поема владението от името на Монреалското общество „Нотр Дам“ през 1640 г. Обществото „Нотр Дам“, родено от движението на Контрареформацията, иска създаването на католическа мисионерска колония на остров Монреал. Пристигайки от Франция в Квебек през лятото на 1641 г., двама негови членове – офицерът Пол Шомеде, господар на Мезонньов и мед. сестрата Жана Манс, имат съответната мисия да завладеят Монреал и да основат там параклис и болница. На 17 май 1642 г. на южния бряг на остров Монреал е основан Вил Мари, с Мезонньов като негов първи губернатор. Селището включва параклис и болница под ръководството на Манс. 
В контекста на френско-ирокезките войни първите френски заселници намират убежище във Форт „Вил Мари“. Тази ситуация затруднява практикуването на селското стопанство. До 1643 г. Вил Мари е подложен на набези на ирокезите. Освен това Общество „Нотр Дам“ не успява да покръсти достатъчно индианци, за да осигури растеж на населението. Мезонньов е принуден да се върне във Франция, за да наеме други заселници през 1653 и 1659 г. Тези му усилия водят близо 200 души, включително сестра Маргьорит Буржоа, основателка на Конгрегацията на Нотр Дам дьо Монреал през 1659 г.  Тези новопристигнали позволяват развитието на селското стопанство, осигурявайки оцеляването и развитието на Вил Мари.

#### В кралска провинция
През 1663 г. Нова Франция става кралска провинция. Тя е поставена под командването на Суверенния съвет на Нова Франция, който е под прякото ръководство на Луи XIV. Дружеството „Нотр Дам“ е разпуснато същата година и Мезонньов е изпратен обратно във Франция от губернатора Александър дьо Прувил дьо Траси. Господство Ил дьо Монреал е отстъпено на парижката семинария „Сен Сюлпис“ през 1665 г. Отците Сулпицианци повлияват значително на развитието на Монреал. Търговията с кожи става, от 1665 г., благодарение на френската военна намеса, основна част от икономиката на Монреал. Кожи от река Отава минават през Вил Мари, който по това време има повече от 600 жители. Сулпицианците очертават улиците през 1672 г., след което градът е укрепен с палисада от колове през 1687 г. Докато Вил Мари се развива, на остров Монреал се появяват други селища. Нагоре по течението на Бързеите Сол Сен Луи по Сен Лоран феодално владение е предоставено на изследователя Рене-Робер Кавелие дьо Ла Сал, който основава Лашин (Lachine) през 1669 г. В Сол о Реколет, в северната част на острова, на Ривиер дьо Прери Сулпицианците основават мисия през 1696 г. 
Въпреки някои периоди на спокойствие френско-ирокезките войни нанасят все повече и повече опустошения на колонията в края на XVII век. На 5 август 1689 г. ирокезите – съюзници на Англия, нападат селището Лашин, извършвайки най-ужасното клане в историята на Нова Франция. В атаката си воините мохок унищожават значителна част от него с огън и пленяват множество жители, убивайки около 240 от тях. До началото на XVIII век там е основан Сулпицианският орден. За да се насърчи френското заселване, орденът поисква мохоките да се преместят от пункта за търговия с кожи във Вил Мари. Той има мисионерско селище, известно като Канаваке, южно от река Сейнт Лорънс. Отците убеждават някои мохоки да направят ново селище в техните бивши ловни полета на север от река Отава. То става Канесатаке. През 1745 г. няколко семейства мохоки се преместват нагоре по реката, за да създадат друго селище, известно като Аквесасне. И трите днес са резервати за мохоки в Канада.
През август 1701 г. Договорът от Великия мир от Монреал слага край на военните действия. 1200 индианци от около четиридесет нации в района на Големите езера и няколко видни лица от Нова Франция, включително губернаторът Луи-Ектор дьо Калиер, се събират в Монреал за подписването на договора.
Разрастването на Монреал продължава през първата половина на XVIII век. Първите предградия се появяват през 1730 г., когато градът има около 3000 жители. В допълнение към търговията с кожи той се превръща в централна точка на нарастваща земеделска територия.

#### Край на френския режим
Започвайки малко преди Седемгодишната война, Завоевателната война изправя французите и британците в Северна Америка от 1754 г. Освен Цитаделата на Монреал французите имат по това време множество крепости на остров Монреал като Форт Лорет, Форт дьо ла Монтан, Форт Поант о Трамбл и Форт Сенвил.
Битката при Аврамови поля – британска победа при Квебек на 13 септември 1759 г. слага край на френското господство на територията. Въпреки последния опит да си върне града по време на битката при Сент Фоа на 28 април 1760 г. херцог Франсоа-Гастон дьо Леви е принуден да изтегли войските си в Монреал. Парижкият договор от 1763 г. бележи края на френския период.
Вил Мари (на френски: Ville-Marie) е името на селището, което се появява във всички официални документи до 1705 г., когато Монреал се появява за първи път, въпреки че хората споменават „Остров Монреал" много преди това.

### Американска окупация (1775 – 1776)
Като част от Американската революция нахлуването в Квебек през 1775 г. се случва, след като Бенедикт Арнолд превзема Форт „Тикондерога“ в днешната северна част на Ню Йорк през май 1775 г. като отправна точка за нахлуването си в Квебек през септември. Докато той се приближава до Аврамовите равнини (днес в Парк „Бетълсфийлд“, Монреал), на 13 ноември 1775 г. Монреал капитулира пред американските сили, водени от Ричард Монтгомъри, след като градът е изоставен от британския барон Гай Карлтън, 1-ви барон Дорчестър.
След като Арнолд се оттегля от град Квебек в Поант а Трамбл на 19 ноември, силите на Монтгомъри напускат Монреал на 1 декември и пристигат там на 3 декември, за да планират да атакуват Квебек Сити (което се случва на 31 декември), като Монтгомъри оставя Дейвид Устър да отговаря за града. Монтгомъри е убит при неуспешната атака и поелият командването Арнолд изпраща бригаден генерал Моузес Хейзън да информира Устър за поражението. Устър оставя Хейзън в командването на 20 март 1776 г., когато той напуска, за да замени Арнолд при воденето на по-нататъшни атаки срещу Квебек Сити. На 19 април Арнолд пристига в Монреал, за да поеме командването от Хейзън, който остава негов заместник. Хейзън изпраща полковник Тимъти Бедел да формира гарнизон от 390 мъже на 40 мили нагоре по реката в Ле Седр, Квебек, за да защити Монреал срещу британската армия. В битката при Ле Седр на 45 км западно от Монреал през май лейтенантът на Бедел Айзък Бътърфийлд се предава на Джордж Форстър. Форстър напредва към Форт „Сенвил“ на 23 май. До 24 май Арнолд се установява в монреалския район „Лашин“. Форстър първоначално се приближава до Лашин, след което се оттегля в Кенз-Шен. След това силите на Арнолд изоставят Лашин, за да го преследват. Американците изгарят Сенвил на 26 май. След като Арнолд пресича река Отава в преследване на Форстър, оръдията на Форстър отблъскват силите му. Форстър договаря размяна на затворници с Хенри Шербърн и Айзък Бътърфийлд, вследствие на което техният заместник лейтенант Парк е върнат на американците на 27 май. Арнолд и Форстър продължават преговорите и повече американски затворници са върнати на Арнолд в Сент Ан де Белвю (Форт „Ан") на 30 май.  
Арнолд в крайна сметка изтегля силите си обратно в нюйоркската крепост Тикондерога до лятото. На 15 юни пратеникът му, който се приближава до Сорел, забелязва Карлтън да се връща с флота от кораби и го уведомява. Силите на Арнолд изоставят Монреал (като междувременно се опитват да го изгорят) преди пристигането на флотата на Карлтън на 17 юни. Американците не връщат британски затворници в замяна, както е договорено по-рано, поради обвинения в злоупотреба, като Конгресът отхвърля споразумението след протеста на Джордж Вашингтон. Арнолд обвинява полковник Тимъти Бедел за поражението, като отстранява него и лейтенант Бътърфийлд от командването и ги изпраща в Сорел за военен съд. Отстъплението на американската армия забавя военния съд до 1 август 1776 г., когато те са осъдени и освободени от военна служба във Форт „Тикондерога“. Бедел получава ново назначение от Конгреса през октомври 1777 г., след като Арнолд е назначен да защитава Роуд Айланд през юли 1777 г.

### Британско завоевание и индустриализация

#### Британска имиграция и консолидация на търговската буржоазия
Британското завоевание довежда главно до трансформацията на търговската икономика на Монреал. В рамките на няколко години френските търговци са изместени от британски търговци, които поемат търговията с кожи и почти цялата търговия в провинция Квебек. Сред най-видните фигури в търговията с кожи в Монреал са шотландците Джеймс Макгил, Саймън Мактавиш, Саймън Макгиливрей и Александър Макензи, и англичаните Айзък Тод, Едуард Елис, Джоузеф Фробишър. Тези търговци са сред основателите на Северозападната компания през 1779 г. и се присъединяват към Бийвър Клуб – влиятелен социален кръг, създаден през 1785 г.
След Американската война за независимост и пристигането на американски лоялисти в провинция Квебек регионът на Монреал се превръща в буфер, където се срещат два народа – единият англоговорещ и протестантски, другият френскоговорещ и католически.
Въпреки че канадците (потомци на първите френски заселници) са мнозинство, тяхното политическо недостатъчно представителство и отричането на техния език създават напрегната ситуация, кулминираща в Патриотичния бунт от 1837-1838 г. Монреал е мястото на бунтове и от двете страни на населението. Парламентът на Обединена Канада, установен в Монреал между 1843 и 1849 г., е подпален от бунтовници против профсъюзите, призовани на оръжие от омразна статия във в. „Газет“. Пожарът се разпространява и в Националната библиотека, унищожавайки безброй архиви на Нова Франция. Тези инциденти карат депутатите от Обединена Канада да преместят столицата последователно в Торонто и Квебек, след което да изберат Отава от 1866 г.

#### XIX век
Монреал е включен като град през 1832 г. Отварянето на канала Лашин позволява на корабите да заобиколят неплавателните Лашински бързеи, докато изграждането на моста Виктория утвърждава Монреал като основен железопътен център. Лидерите на бизнес общността на Монреал започват да строят домовете си в квартала Голдън Скуеър Майл от около 1850 г. До 1860 г. Монреал е най-голямата община в Британска Северна Америка и безспорен икономически и културен център на Канада.
През XIX век поддържането на питейната вода в Монреал става все по-трудно с бързото нарастване на населението. По-голямата й част все още идва от пристанището на града, което е натоварено и със силен трафик, което води до влошаване на водата вътре. В средата на 1840 г. Монреал инсталира водоснабдителна система, която изпомпва вода от река Сейнт Лорънс в цистерни. След това цистерните са транспортирани до желаното място. Това не е първата водна система от този тип в града, тъй като има частна собственост от 1801 г. В средата на XIX век разпределението на водата се извършва от фонтаньори. Фонтаньорите отваря и затваря водни клапани извън сградите, както е указано, в целия град. Тъй като им липсват модерни водопроводни системи, е невъзможно да се свържат всички сгради наведнъж и това също действа като метод за консервация. Въпреки това населението не приключва с нарастването си – то се увеличава от 58 000 души през 1852 г. до 267 000 души през 1901 г.
Монреал е столица на провинция Канада от 1844 до 1849 г., но губи статута си, когато тълпа от тори изгаря сградата на парламента, за да протестира срещу приемането на законопроекта за загубите от бунта. След това столицата се върти между град Квебек и Торонто, докато през 1857 г. самата кралица Виктория установява Отава като столица поради стратегически причини: първо, тъй като се намира повече във вътрешността на провинция Канада, е по-малко податлив на атака от Съединените щати; второ, и може би по-важно, тъй като се намира на границата между френска и английска Канада, Отава се възприема като компромис между Монреал, Торонто, Кингстън и Квебек Сити, които всички се борят да станат официална столица на младата нация. Отава запазва статута си на столица на Канада, когато провинция Канада се присъединява към Нова Скотия и Ню Брънзуик, за да образува Доминион Канада през 1867 г.

### XX – XXI век
От август 1914 г. до ноември 1918 г. е създаден лагер за интернирани в имиграционната зала в Монреал.
След Първата световна война движението за сух режим в Съединените щати довежда до превръщането на Монреал в дестинация за американците, търсещи алкохол. Безработицата остава висока в града и с е влошава от краха на фондовия пазар от 1929 г. и Голямата депресия.
По време на Втората световна война кметът Камилиен Худ протестира срещу наборната военна служба и призова жителите на Монреал да не се подчиняват на федералния регистър на всички мъже и жени. Федералното правителство, част от Съюзническите сили, е ядосано на позицията на Худ и го държи в затворнически лагер до 1944 г. През същата година правителството решава да въведе наборна повинност, за да разшири въоръжените сили и да се бори срещу Силите на Оста.(Наборна криза от 1944 г.).
Монреал е официалната резиденция на люксембургското кралско семейство в изгнание по време на Втората световна война.

До 1951 г. населението на Монреал вече е надхвърлило 1 милион. Разрастването на Торонто обаче започна да оспорва статута на Монреал като икономическа столица на Канада. Наистина обемът на акциите, търгувани на фондовата борса в Торонто, вече е надминал този, търгуван на фондовата борса в Монреал през 40-те години на 20. век. Морският път „Сейнт Лорънс“ (система от докове и канали) е открит през 1959 г., което позволява на корабите да заобикалят Монреал. С течение на времето това развитие води до края на икономическото господство на града, тъй като предприятията се преместват в други райони. През 60-те години на XX век има продължителен растеж, тъй като през това време са завършени най-високите небостъргачи в Канада, нови скоростни пътища и системата на метрото, известна като Монреалско метро. В Монреал също се провежда Световното изложение от 1967 г., по-известно като Expo67 .
70-те години на XX век поставят началото на период на широкообхватни социални и политически промени, произтичащи до голяма степен от загрижеността на френскоговорещото мнозинство относно опазването на неговата култура и език предвид традиционното преобладаване на англо-канадското малцинство на бизнес арената. Октомврийската криза и изборите през 1976 г. на Квебекската партия, която подкрепя суверенния статут на Квебек, водят до напускането на много фирми и хора от града.
През 1976 г. Монреал е домакин на Летните олимпийски игри. Докато събитието носи на града международен престиж и внимание, Олимпийският стадион, построен за събитието, е причина за огромен дълг за града. През 80-те и началото на 90-те години на XX век Монреал има по-бавен темп на икономически растеж от много други големи канадски градове. Градът е мястото на клането в Политехническото училище на 6 декември 1989 г. – една от най-тежките масови стрелби в Канада: 25-годишният Марк Лепен застрелва 14 жени и ранява други 14 души, преди да се самоубие.
Монреал е обединен с 27-те околни общини на остров Монреал на 1 януари 2002 г., създавайки единен град, обхващащ целия остров. Има значителна съпротива от предградията срещу сливането, като се смята, че то е наложено на предимно английските предградия от социално-демократическата Квебекска партия. Както се очаква, този ход се оказва непопулярен и няколко сливания по-късно са отменени. Няколко бивши общини, общо 13% от населението на острова, гласуват да напуснат обединения град на отделни референдуми през юни 2004 г. Разделянето се състои на 1 януари 2006 г., оставяйки 15 общини на острова плюс Монреал. Отделените общини остават свързани с града чрез агломерационен съвет, който събира данъци от тях, за да плащат за множество споделени услуги. Сливанията през 2002 г. не са първите в историята на града. Монреал анексира 27 други града, градове и села, започвайки с Ошлага през 1883 г., като последното преди 2002 г. е Поант о Трамбл през 1982 г.
XXI век носи със себе си съживяване на икономическия и културен пейзаж на града. Изграждането на нови жилищни небостъргачи и на две суперболници (Centre hospitalier de l'Université de Montréal и Университетска болница „Макгил“), създаването на развлекателния квартал Quartier des Spectacles, реконструкцията на пътен възел „Тюрко“, преконфигуриране на пътни възли „Декари“ и „Дорвал“, изграждането на новата Réseau express métropolitain (система за скоростно леко метро), облагородяването на историческия квартал Грифинтаун, удължаването на линиите на метрото и закупуването на нови вагони на метрото, пълното съживяване и разширяване на Международно летище „Трюдо“, завършването на Автомагистрала „Квебек 30“, реконструкцията на моста Шамплен и изграждане на нов платен мост до Лавал помагат на Монреал да продължава да расте.

## География
Град Монреал се намира в Южен Квебек, в Източна Канада (45° 31′ N, 73° 39′ O), близо до границите на провинция Онтарио и щата Ню Йорк (САЩ). Градът обхваща по-голямата част от остров Монреал при сливането на реките Сейнт Лорънс, Отава и Ришельо. Регионът на Монреал се пресича от стратегическа хидрографска мрежа, по-специално от морския път Сейнт Лорънс, който позволява навигацията между Северния Атлантически океан и Големите езера, заобикаляйки Лашинските бързеи. Монреал също се намира в сърцето на екорегиона Сейнт Лорънс – обширна низина между Апалачите и Лорънсийските планини. На няколко километра от Монреал земеделските земи на Монтережи (Montérégie), на южния бряг на река Сейнт Лорънс, често се описват като „Квебекски килер“.
Пристанищен град и метрополия на река Сейнт Лорънс, Монреал се намира на приблизително 850 km от нейното устие или на приблизително на 230 km нагоре по течението от град Квебек. Територията му заема главно остров Монреал (482,8 km2) – най-големият речен остров в архипелага Ошлага. Градът също така се простира върху Ил Бизар, Ил де Сьор, Ил Сент Елен и Ил Нотр Дам.

## Климат
Монреал се класифицира като топло-летен влажен континентален климат (Климатична класификация на Кьопен: Dfb). Лятото е топло до горещо и влажно със средна дневна максимална температура от 26 до 27°C през юли; температури над 30°C са често срещани. Обратно, студените фронтове могат да донесат свежо, по-сухо и ветровито време в ранните и по-късните части на лятото.
Зимата носи студено, снежно, ветровито и на моменти ледено време, като средната дневна стойност варира от –10,5° C до –9°C през януари. Въпреки това някои зимни дни се издигат над точката на замръзване, което позволява да вали сняг средно по 4 дни през януари и февруари. Обикновено снегът, покриващ част или цялата гола земя, се задържа средно от първата или втората седмица на декември до последната седмица на март. Докато температурата на въздуха не пада под –30°C всяка година, студеният вятър често прави температурата така ниска за откритата кожа.
Пролетта и есента са приятно меки, но склонни към драстични температурни промени, което е по-видимо през пролетта.  Възможни са горещи вълни в края на сезона, както и циганско лято. Ранните и късните снежни бури могат да се появят през ноември и март, а по-рядко през април. Монреал обикновено е без сняг от края на април до края на октомври. Въпреки това сняг може да вали в началото до средата на октомври, както и в началото до средата на май в редки случаи.
Най-ниската температура в записите на Environment Canada е –37° C на 15 януари 1957 г., а най-високата температура е 37,6°C на 1 август 1975 г., и двете на международното летище Дорвал. Преди съвременното водене на метеорологични записи (което датира от 1871 г. за Макгил) минимална температура с почти 5 градуса по-ниска е регистрирана в 7 часа сутринта на 10 януари 1859 г. – 42°C.
Годишните валежи са около 1000 m, включително средно около 210 cm на снеговалеж, който се случва от ноември до март. Гръмотевичните бури са често срещани в периода, започващ от края на пролетта, през лятото до началото на есента; освен това тропическите бури или техните останки могат да причинят силни дъждове и бури. Монреал има средно 2050 слънчеви часа годишно, като лятото е най-слънчевият сезон, макар и малко по-влажен от останалите по отношение на общите валежи – предимно от гръмотевични бури.

## Архитектура
Повече от век и половина Монреал е индустриален и финансов център на Канада. Това наследство оставя разнообразие от сгради, включително фабрики, зърнени елеватори, складове, мелници и рафинерии, които днес предоставят безценен поглед върху историята на града, особено в центъра на града и района на старото пристанище. В него има 50 национални исторически обекта – повече от всеки друг град (вж. таблицата по-долу).
Някои от най-ранните все още съществуващи сгради в града датират от края на XVII и началото на XVIII век. Въпреки че повечето са струпани около района на Стария Монреал, като Сулпицианската семинария в съседство с базиликата „Нотр Дам“, датираща от 1687 г., и Шато Рамезе, построен през 1705 г., примерите за ранна колониална архитектура са осеяни из целия град. Разположен в Лашин, дом Льо Бер-Льо Мойн (Le Ber-Le Moyne) е най-старата цялостна сграда в града, построена между 1669 и 1671 г. В Пон Сен Шарл се намира дом „Сен Габриел" (Maison Saint-Gabriel), чиято история може да се проследи назад до 1698 г. В Стария Монреал има много исторически сгради в оригиналната им форма: базиликата „Нотр Дам дьо Монреал“, пазарът Бонскур и седалището на всички големи канадски банки от XIX век на ул. „Сейнт Джеймс“ (на френски: Rue Saint Jacques). Най-ранните сгради в Монреал се характеризират със своето уникално френско влияние и сива каменна конструкция.
Ораторият „Сен Жозеф дю Мон Роял“ (Oratoire Saint-Joseph-du-Mont-Royal), завършен през 1967 г., главната сграда на Монреалския университет – артдеко творба на Ернест Кормие, забележителната офис кула Плас Вил Мари, противоречивият Олимпийски стадион и околните структури са само няколко забележителни примера за архитектурата на града от XX век. Павилионите, проектирани за Международното и универсално изложение от 1967 г., популярно известно като Експо67, включват широка гама от архитектурни проекти. Въпреки че повечето павилиони са временни структури, няколко стават забележителности, включително Геодезичният купол „Павилион на САЩ“ на Бъкминстър Фулър (днешен Музей на околната среда „Биосфера“) и поразителната жилищна сграда на Моше Сафди Хабитат 67. Монреалското метро разполага с обществени произведения на изкуството от някои от най-големите имена на културата на Квебек.
През 2006 г. Монреал е обявен от ЮНЕСКО за град на дизайна – една от трите столици на дизайна в света (заедно с Берлин и Буенос Айрес). Тази отличителна титла е признание за дизайнерската общност на Монреал. От 2005 г. градът е дом на Международния съвет на асоциациите за графичен дизайн (Icograda) и на Международния алианс за дизайн (IDA).
Подземният град (официално RÉSO) е важна туристическа атракция. Това е подземна мрежа, свързваща търговски центрове, пешеходни улици, университети, хотели, ресторанти, бистра, метростанции и други в и около центъра с тунели с дължина 32 km над 12 km2 (4,6 sq mi) в най-гъсто населената част на Монреал.
Монреалското метро разполага с обществени произведения на изкуството от някои от най-големите имена в културата на Квебек.
| Наименование | Дата | Координати                                                                            | Описание | Снимка |
| --- | --- | ------------------------------------------------------------------------------------- | --- | --- |
| Библиотека „Артуотър“ на Института по механика на Монреал (Artwater Library of the Mechanics' Institute of Montreal)          | 1920 (завършване) | Монреал 45°29′19.17″ с. ш. 73°35′03.41″ з. д. / 45.488658° с. ш. 73.584281° з. д.     | Седалище на първия институт по механика в Канада (основан през 1828 г.) и на най-старата абонаментна библиотека в Канада; последната сграда на Института по механика в Канада, служеща на първоначалните си цели. | View of a relief on the Mechanics' Institute building                                                                  |
| Монреалска банка (Bank of Montreal)                                                                                           | 1894 (завършване) | Монреал 45°29′15.81″ с. ш. 73°34′07.45″ з. д. / 45.487725° с. ш. 73.568736° з. д.     | 3+1⁄2 -етажен бивш банков клон от пясъчник; сградата е рядък оцелял пример за търговска сграда в Канада в стил „Кралица Ан“. | View of the Bank of Montreal National Historic Site of Canada                                                          |
| Битка при Ривиер де Прери/при Кулè Гру (Battle of Rivière des Prairies / Battle of Coulée Grou)                               | 1690 (битка) | Монреал 45°41′56.07″ с. ш. 73°30′13.68″ з. д. / 45.698908° с. ш. 73.5038° з. д.       | Място на битката между група ирокези и група френски заселници през 1690 г. | The Coulée Grou battle site                                                                                            |
| Битка при Езерото на двете планини (Battle of the Lake of Two Mountains)                                                      | 1689 (битка) | Сенвил 45°26′52.69″ с. ш. 73°56′25.41″ з. д. / 45.447969° с. ш. 73.940392° з. д.      | Схватката при Езерото на две планини между 28 френски търговци и група от 22 ирокези; поражението на ирокезите възвръща доверието сред френските заселници в района, разтърсен от клането в Лашин от 5 август 1689 г. | Monument of the Battle of the Lake of Two Mountains                                                                    |
| Черна стража (Оръжейница на Канадския кралски високопланински полк) (Black Watch (Royal Highland Regiment) of Canada Armoury) | 1906 (завършване) | Монреал 45°30′28.37″ с. ш. 73°34′11.38″ з. д. / 45.507881° с. ш. 73.569828° з. д.     | Дом на Черната стража (Кралски планински полк) на Канада – един от най-старите канадски полкове и най-старият оцелял високопланински полк; свидетелство за важната роля на оръжейните арсенали във военната история на Канада. | View of the entrance to the Black Watch Armoury in Montreal                                                            |
| Пазар „Бонскур“ (Bonsecours Market)                                                                                           | 1847 (завършване) | Монреал 45°30′32.21″ с. ш. 73°33′05.18″ з. д. / 45.508947° с. ш. 73.551439° з. д.     | Монументална, куполна зидана градска сграда, която заема цял градски блок, първоначално построена, за да помещава първото кметство в града, обществен пазар, изложбени зали и концертна зала; това е най-голямото кметство, построено в Канада през средата на XIX век и отразява възхода на Монреал като метрополия                                                       | View of a relief on the Mechanics' Institute building                                                                  |
| Замък „Дьо Рамзе“ /Дом „Индия“ (Château De Ramezay / India House)                                                             | 1705 (завършен), 1756 (построен след пожар)                                                                                      | Монреал 45°30′31.54″ с. ш. 73°33′11.28″ з. д. / 45.508761° с. ш. 73.553133° з. д.     | Каменно имение, построено за Клод дьо Рамзe – губернатор на Монреал; играе важна роля в политическия и търговски живот на Нова Франция и Долна Канада в продължение на два века, помещавайки Компанията на Западните Индии, започвайки от 1740-те г. и служейки като официална резиденция на главните губернатори на Британска Северна Америка, започвайки през 1770-те г. | View of Château Ramezay                                                                                                |
| Катедрала „Крайст Чърч“ (Christ Church Cathedral)                                                                             | 1860 (завършване) | Монреал 45°30′13.21″ с. ш. 73°34′12.04″ з. д. / 45.503669° с. ш. 73.570011° з. д.     | Отличен пример за катедрала в неоготически стил; свързана с историческия растеж и развитие на Монреал чрез своята конгрегация, чиито членове включват много от водещите индустриалци и бизнесмени на града. | View of the interior of Christ Church Cathedral                                                                        |
| Църква „Нотр Дам дьо ла Дефанс“ (Church of Notre-Dame-de-la-Défense)                                                          | 1919 (завършване) | Монреал 45°32′05.82″ с. ш. 73°36′41.28″ з. д. / 45.53495° с. ш. 73.611467° з. д.      | Църква в неоромански стил в квартал „Малка Италия“, специално проектирана за италианска канадска енория; тясно свързана с най-старата италианска общност в Канада, създадена в Монреал през 1860 г. | View of the front facade of the Church of the Madonna della Difesa                                                     |
| Църква „Сен Леон дьо Уестмаунт“ (Church of Saint-Léon-de-Westmount)                                                           | 1903 (завършване) | Уестмаунт 45°29′07.58″ с. ш. 73°35′30.75″ з. д. / 45.485439° с. ш. 73.591875° з. д.   | Един от най-добрите примери за стенописна декорация, датиращ от период, когато използването на стенописи е преобладаващо в Канада; един от малкото известни примери в страната за произведение, изпълнено в техниката Буон фреско, и най-добрият пример за цялостна интериорна декорация – дело на Гуидо Нинкери.                                                          | View of the Saint-Léon de Westmount Church interiors                                                                   |
| Дом „Ернест Кормие“ (Ernest Cormier House)                                                                                    | 1930-31 (построяване) | Монреал 45°30′01″ с. ш. 73°35′07″ з. д. / 45.500278° с. ш. 73.585278° з. д.           | Еклектичен дом, проектиран от Ернест Кормие за себе си; по-късно резиденцията на пенсионирания министър-председател Пиер Трюдо. | View of the exterior of Cormier House                                                                                  |
| Ърскин и Обединена американска църква (Erskine and American United Church)                                                    | 1894 (завършване) | Монреал 45°29′56.98″ с. ш. 73°34′47.4″ з. д. / 45.499161° с. ш. 73.579833° з. д.      | Отличен пример за голяма неороманска църква, известна със своите необичайни стъклописи и атрактивна каменна зидария; прозорците на Луис Комфорт Тифани представляват най-обширната колекция от религиозни витражи на Тифани в Канада. | View of the front facade of Erskine and American United Church                                                         |
| Бивша митница на Монреал (Former Montreal Custom House)                                                                       | 1838 (завършване) | Монреал 45°30′11.98″ с. ш. 73°33′16.5″ з. д. / 45.503328° с. ш. 73.554583° з. д.      | Отличен пример за паладианска архитектура в Канада, проектирана от Джон Остел, и една от последните канадски обществени сгради, използващи паладианския стил; изграждането ѝ бележи края на по-малкото значение на Монреал в сравнение с град Квебек. | View of the Former Montreal Custom House                                                                               |
| Дом „Джордж Стивън“ (George Stephen House / Mount Stephen Club)                                                               | 1881 (завършване) | Монреал 45°29′56.73″ с. ш. 73°34′32.93″ з. д. / 45.499092° с. ш. 73.575814° з. д.     | Голямо каменно викторианско имение, което е най-добрият пример за неоренесансов дом в Канада; дом на Джордж Стивън, 1-ви барон Маунт Стивън, президент на Монреалската банка и на Канадската тихоокеанска железница в края на XIX век. | View of Mount Stephen Club from the street                                                                             |
| Болница „Грей Нънс“ (Grey Nuns' Hospital)                                                                                     | 1765 (завършване) | Монреал 45°30′01.31″ с. ш. 73°33′17.2″ з. д. / 45.500364° с. ш. 73.554778° з. д.      | 3+1⁄2 етажна сграда – пример за ранна френска канадска архитектура; единствената оцеляла сграда от болничния комплекс на Сивите монахини (милосърдните сестри, основани от Мари-Маргьорит д'Ювил, грижещи се за болните и лишените от собственост тук до 1871 г.; именно от тази сграда те разширяват своята служба в цяла Канада).                                        | View of the Grey Nuns' Hospital                                                                                        |
| Резиденция „Х. Винсънт Мередит“ (H. Vincent Meredith Residence)                                                               | 1897 (завършване) | Монреал 45°30′15.11″ с. ш. 73°34′54.7″ з. д. / 45.504197° с. ш. 73.581861° з. д.      | Представител на именията, построени от елита на Монреал в края на XIX век в квартал „Голдън Скуеър Майл“, и забележителен пример за къща в стил „Кралица Ан“; построена за бизнесмена и филантропа Винсент Мередит и за съпругата му, лейди Мередит, сега служи като Център за медицина, етика и право на Университет „Макгил“.                                            | View of the Vincent Meredith Residence                                                                                 |
| Павильон „Хърси“ (Hersey Pavilion)                                                                                            | 1905 (завършване) | Монреал 45°30′30.94″ с. ш. 73°34′50.01″ з. д. / 45.508594° с. ш. 73.580558° з. д.     | Една от първите специално построени резиденции за медицински сестри в Канада, разположена в кампуса на Кралска болница „Виктория“; символ на историята на обучението и професионализма на медицинските сестри в Канада. | Exterior view of the Hersey Pavilion                                                                                   |
| Ошлага (Hochelaga) | ок. 1300-те г. (първо изграждане на укрепени села в района, както по-късно свидетелства Жак Картие), 1535 (пристигане на Картие) | Монреал 45°30′12.83″ с. ш. 73°34′30.58″ з. д. / 45.503564° с. ш. 73.575161° з. д.     | Покрита с трева площ от около 79 m2 с каменна маркировка, разположена вляво от главния вход на Университет „Макгил“; представителна за ирокезкото село Ошлага, посетено през 1535 г. от Жак Картие – първият европеец, достигнал бъдещото местоположение на Монреал. | Wood engraving of Hochelaga published in Venice by Giovanni Battista Ramusio, based on the accounts of Jacques Cartier |
| Канал „Лашин“ (Lachine Canal)                                                                                                 | 1825 (завършване) | Монреал 45°27′30″ с. ш. 73°36′42″ з. д. / 45.458333° с. ш. 73.611667° з. д.           | 14,5-километров канал от началото на 19. век, построен, за да заобиколи бялата вода на река Сейнт Лорънс; главата на канална мрежа, свързваща Големите езера и вътрешността на континента с Атлантическия океан. | View of the Lachine Canal, formerly a commercial route, now used mainly for recreational purposes                      |
| Фабрика на Канал „Лашин“ (Lachine Canal Manufacturing Complex)                                                                | 1825 (завършване) | Монреал 45°27′30″ с. ш. 73°36′42″ з. д. / 45.458333° с. ш. 73.611667° з. д.           | Важен производствен и промишлен комплекс, с броя на фирмите и разнообразието на продукцията си в зенита си (1880 до 1940 г.), несравним другаде в Канада; по едно време над 20% от работната сила на остров Монреал е наета в района. | View of factories along the Lachine Canal in 1896                                                                      |
| Национално паметно гробище „Лобно място“ (Last Post Fund National Field of Honour)                                            | 1930 (основаване) | Поант Клер 45°26′38.8″ с. ш. 73°50′15.58″ з. д. / 45.444111° с. ш. 73.837661° з. д.   | Военно гробище за ветерани, починали в болница или обществено заведение след военна служба; символ на принципи като равенство на войниците в смъртта и вечна памет | Cross to the memory of Arthur Currie at the National Field of Honour                                                   |
| Дом „Льобер-Льомойн“ (LeBer-LeMoyne House)                                                                                    | 1671 (завършване) | Монреал 45°25′48″ с. ш. 73°39′59″ з. д. / 45.43° с. ш. 73.666389° з. д.               | Бивш пункт от полски камък за търговия с кожи от XVII век; най-старите известни съществуващи сгради, свързани с Шарл Лемойн и с търговията с кожи по време на френския режим. | LeBer-LeMoyne House and associated buildings                                                                           |
| Дом „Луи-Жозеф Папиньо“ (Louis-Joseph Papineau)                                                                               | 1785 (завършване) | Монреал 45°30′35.77″ с. ш. 73°33′07.88″ з. д. / 45.509936° с. ш. 73.552189° з. д.     | 2+1⁄2- етажен каменен дом на сем. Папиньо в Монреал; свързан с най-важния период в живота на Луи-Жозеф Папиньо, когато той е лидер на Канадската партия и една от водещите фигури в Долноканадския бунт (Патриотична война, 1837-38) | Exterior view of Papineau House                                                                                        |
| Дом „Картие“ (Maison Cartier)                                                                                                 | 1813 (завършване) | Монреал 45°30′28.56″ с. ш. 73°33′09.18″ з. д. / 45.507933° с. ш. 73.55255° з. д.      | 2+1⁄2- етажен каменни долепени къщи, характерни за преиндустриалното строителство в Канада; първоначално построена за Луи Партене и Огюстен Перо. | View of Maison Cartier                                                                                                 |
| Дом „Сен Габриел“ (Maison Saint-Gabriel)                                                                                      | 1668 (завършване) | Монреал 45°28′33.37″ с. ш. 73°33′21.58″ з. д. / 45.475936° с. ш. 73.555994° з. д.     | Къща от полски камък, която е била дом на сестрите от Конгрегацията на Нотр Дам, които са управлявали ферма повече от 300 години, което я прави една от най-старите оцелели ферми в Канада; изключителен пример за селска архитектура от френския режим. | View of Maison Saint-Gabriel                                                                                           |
| Катедрала „Мария-кралица на света“ (Marie-Reine-du-Monde Cathedral)                                                           | 1894 (освещаване) | Монреал 45°29′57.86″ с. ш. 73°34′07.36″ з. д. / 45.499406° с. ш. 73.568711° з. д.     | Необарокова катедрала, която, при строежа си, представлява пауза от господството на неоготическия стил в църковната архитектура в Монреал; вдъхновена от базиликата „Свети Петър“ в Рим, тя е най-значимият символ на Ултрамонтанизма в Канада. | View at night of the dome of Mary, Queen of the World Cathedral                                                        |
| Апартаменти „Марлбъроу“ (Marlborough Apartments)                                                                              | 1900 (завършване) | Монреал 45°30′25.07″ с. ш. 73°34′32.6″ з. д. / 45.506964° с. ш. 73.575722° з. д.      | 4-етажна жилищна сграда от червени тухли, която е отличен пример за дизайна на апартаменти от началото на XX век в Канада; Дизайнът в Стил „Кралица Ан" е популярен стил за луксозна домашна архитектура в Канада през този период и това е една от малкото жилищни сгради в този стил, оцелели в страната.                                                                | View of the front entrance of the Marlborough Apartments                                                               |
| Мемориален масонски храм (Masonic Memorial Temple)                                                                            | 1930 (завършване) | Монреал 45°29′40.92″ с. ш. 73°34′58.85″ з. д. / 45.4947° с. ш. 73.583014° з. д.       | Монументален масонски храм, наподобяващ гръцки храм, построен в чест на масоните, участвали в Първата световна война; изключителен пример за късна архитектура Бозар в Канада. | View of the Montreal Masonic Memorial Temple                                                                           |
| Търговска текстилна фабрика (Merchants Textile Mill)                                                                          | 1882 (основаване) | Монреал 45°28′32″ с. ш. 73°34′48″ з. д. / 45.475556° с. ш. 73.58° з. д.               | Втората по големина текстилна фабрика в Канада за първите четири десетилетия на XX век | |
| Моделен град „Маунт Роял“ (Model City of Mount Royal)                                                                         | 1914 (план на района) | Маунт Роял 45°30′58″ с. ш. 73°38′35″ з. д. / 45.516111° с. ш. 73.643056° з. д.        | Историческо жилищно предградие, разработено в съответствие с областния план от 1914 г. от Фредерик Тод; забележителен синтез на движенията City Beautiful, Garden City и Garden Suburb, и забележително хомогенен, въпреки че е изграден в продължение на шест десетилетия.                                                                                                | Plan of "Model City" and Mount Royal Tunnel                                                                            |
| Монклендс/ Вила „Мария Конвент“ (Monklands / Villa Maria Convent)                                                             | 1804 (завършване) | Монреал 45°28′54.53″ с. ш. 73°37′01.6″ з. д. / 45.481814° с. ш. 73.617111° з. д.      | 2-етажно каменно имение в неопаладиански стил, служило като официална резиденция на генерал-губернаторите на Канада от 1844 до 1849 г. | View of Monklands in 1870                                                                                              |
| Монреалска ботаническа градина (Montreal Botanical Garden)                                                                    | 1931 (основаване) | Монреал 45°33′26″ с. ш. 73°33′24.5″ з. д. / 45.557222° с. ш. 73.556806° з. д.         | 75-хектарова ботаническа градина; нейните колекции и съоръжения я класират като една от най-важните ботанически градини в света. | View of the main greenhouse at Montreal Botanical Garden                                                               |
| Кметство на Монреал (Montreal City Hall)                                                                                      | 1878 (завършване), 1922 (преустройство)                                                                                          | Монреал 45°30′31.84″ с. ш. 73°33′14.45″ з. д. / 45.508844° с. ш. 73.554014° з. д.     | 5-етажна каменна сграда и един от най-добрите образци на стил „Втора империя“ в страната; първото кметство, построено в Канада единствено за общинска администрация, представляващо нарастващото значение на градските райони и общинските услуги в края на XIX век | View of the main tower and entrance of the Montreal City Hall                                                          |
| Форум „Монреал“ (Montreal Forum)                                                                                              | 1924 (завършване) | Монреал 45°29′25″ с. ш. 73°35′05″ з. д. / 45.490278° с. ш. 73.584722° з. д.           | Едно от най-известните спортни места в Канада; икона на канадската култура поради връзката си с един от най-успешните спортни франчайзи в Северна Америка – Монреал Канейдиънс. | The Forum in 2012 |
| Рождено място на Монреал (Montreal's Birthplace)                                                                              | 1642 (събитие) | Монреал 45°30′12.27″ с. ш. 73°33′14.31″ з. д. / 45.503408° с. ш. 73.553975° з. д.     | Мястото, където Пол Шомеде дьо Мезонньов полага основите на Монреал като Форт „Вил-Мари“ на 18 май 1642 г. | Fort Ville-Marie in 1645                                                                                               |
| Национален паметник (Monument National)                                                                                       | 1893 (завършване) | Монреал 45°30′32.76″ с. ш. 73°33′45″ з. д. / 45.5091° с. ш. 73.5625° з. д.            | 4-етажен театър и културен център, построен от Дружество „Сен Жан Батист“ и след това известен като „Сърцето на Френска Америка"; сега се заема от Националното театрално училище на Канада. | View of the Monument National building from the street                                                                 |
| Основен дом на Сивите монахини на Монреал (Mother House of the Grey Nuns of Montreal)                                         | 1871 (завършване) | Монреал 45°29′37″ с. ш. 73°34′36″ з. д. / 45.493611° с. ш. 73.576667° з. д.           | Бивш основен дом на Сивите монахини, а сега част от Университет „Конкордия“; забележителен поради начина, по който обектът включва архитектурните тенденции на своето време и поради социалната значимост на работата, извършена от религиозния орден. | An 1890 photo of the chapel spire of the Mother House of the Grey Nuns of Montreal                                     |
| Гробище „Маунт Роял“ (Mount Royal Cemetery)                                                                                   | 1852 (основаване) | Монреал 45°30′32.76″ с. ш. 73°33′45″ з. д. / 45.5091° с. ш. 73.5625° з. д.            | Гробище от 67 хектара, разположено на северния склон на Маунт Роял и проектирано в съответствие с живописните принципи на движението за селски гробища от началото на XIX век; много от погребалните паметници са с изключителна историческа, архитектурна или художествена стойност и отразяват историята на Монреал, Квебек и Канада.                                    | View of the cemetery gates circa 1895                                                                                  |
| Римокатолическа базилика „Нотр Дам“ (Notre-Dame Roman Catholic Church / Basilica)                                             | 1829 (завършване) | Монреал 45°30′16.15″ с. ш. 73°33′22.55″ з. д. / 45.504486° с. ш. 73.556264° з. д.     | Огромна каменна църква, построена в неоготически стил; след завършването ѝ е най-голямата църква в Канада или САЩ. за половин век; първият важен пример за неоготически стил в Канада, с много от най-известните архитекти и занаятчии на Квебек, помогнали за завършването на украсата на църквата през XIX и XX век.                                                     | View of the front facade of Notre-Dame                                                                                 |
| Гробище „Нотр Дам дьо Ниеж“ (Notre-Dame-des-Neiges Cemetery)                                                                  | 1854 (основаване) | Монреал 45°30′06.55″ с. ш. 73°36′23.48″ з. д. / 45.501819° с. ш. 73.606522° з. д.     | Най-голямото гробище в Канада и изключителен културен пландшафт; историческото значение на много от хората, погребани в гробището, отбелязва много аспекти от историята на Монреал, Квебек и Канада. | View of the front gates of Notre-Dame-des-Neiges Cemetery                                                              |
| Театър „Отрмон“ (Outremont Theatre)                                                                                           | 1929 (завършване) | Монреал 45°31′11.77″ с. ш. 73°36′30.94″ з. д. / 45.519936° с. ш. 73.608594° з. д.     | Кино с арт деко екстериор и комбиниран арт деко и атмосферен интериор; забележителен пример за типа луксозни кина, издигнати в нови крайградски квартали в Канада през 20-те години на миналия век. | View of the Outremont Theatre and surrounding streetscape                                                              |
| Павильон „Мельо“ (Pavillon Mailloux)                                                                                          | 1931 (завършване) | Монреал 45°31′31.54″ с. ш. 73°33′51.26″ з. д. / 45.525428° с. ш. 73.564239° з. д.     | 5-етажна тухлена резиденция за медицински сестри в кампуса на болницата „Нотр Дам“ в Монреал; изграждането на тази специално построена резиденция през 1931 г. символизира нарастващия професионализъм на медицинските сестри и разширяващата се роля на жените в здравеопазването.                                                                                        | View of front entrance of Pavillon Mailloux                                                                            |
| Театър „Риалто“ (Rialto Theatre)                                                                                              | 1924 (завършване) | Монреал 45°31′24.91″ с. ш. 73°36′17.14″ з. д. / 45.523586° с. ш. 73.604761° з. д.     | Кино и изключителен пример за Бозар архитектура в Канада. | View of the front facade of the Rialto Theatre                                                                         |
| Сграда „Роджър Годри“ (Roger Gaudry Building)                                                                                 | 1928-1943 (строеж) | Монреал 45°30′06.8″ с. ш. 73°36′53.6″ з. д. / 45.501889° с. ш. 73.614889° з. д.       | Еклектичната монументална сграда и кула от Ърнест Кормие в Университета на Монреал остава забележителност, символ на подкрепата на Квебек за академичните занимания между войните. | Roger Gaudry Building under construction, 1941                                                                         |
| Канал „Сент Ан дьо Белвю“ (Sainte-Anne-de-Bellevue Canal)                                                                     | 1843 (завършване) | Сент Ан дьо Белвю 45°24′13″ с. ш. 73°57′16″ з. д. / 45.403611° с. ш. 73.954444° з. д. | Канал, построен от Борда на работите на провинция Канада, за да заобиколи бързеите на Света Ан в източния канал на река Отава; отбелязва важната роля, изиграна от тези водни пътища през XIX и XX век. | Canal and boardwalk in Sainte-Anne-de-Bellevue                                                                         |
| Ораторий „Сейнт Джоузеф на Маунт Роял“ (Saint Joseph's Oratory of Mount Royal)                                                | 1904 (основаване), 1967 (завършване базилика)                                                                                    | Монреал 45°29′30″ с. ш. 73°37′00″ з. д. / 45.491667° с. ш. 73.616667° з. д.           | Голямо римокатолическо място за поклонение, разположено на северния склон на Маунт Роял, доминирано от забележителна куполна базилика; замислено от Андре Бесет, става национална и международна религиозна и туристическа дестинация. | View of the Saint Joseph's Oratory basilica                                                                            |
| Семинария „Свети Суплиций“ и градини (Saint-Sulpice Seminary and its Gardens)                                                 | 1687 (завършване) | Монреал 45°30′14″ с. ш. 73°33′25″ з. д. / 45.503889° с. ш. 73.556944° з. д.           | Духовна семинария с градина; рядък и забележителен пример за Класицизъм на френския режим, известна също и с историческата цялост на своята манастирска градина. | View of the Saint-Sulpice Seminary main entrance                                                                       |
| Исторически район на Сенвил                                                                                                   | 1860 (основаване) | Сенвил 45°25′50.1″ с. ш. 73°57′08.2″ з. д. / 45.430583° с. ш. 73.952278° з. д.        | 565-хектаров исторически район, развил се от курортно селище от края на XIX век, което се състои от селските имоти на богатите жители на Монреал; представител на развитието на живописния ландшафтен дизайн и архитектурата на Изкуствата и занаятите от 1865 до 1930 г.                                                                                                  | The Morgan Arboretum in the Senneville Historic District                                                               |
| Дом на Сър „Жорж-Етиен Картие“ (Sir George-Étienne Cartier)                                                                   | 1838 (завършване) | Монреал 45°30′40.12″ с. ш. 73°33′05.84″ з. д. / 45.511144° с. ш. 73.551622° з. д.     | Две къщи, служили като резиденция на сър Жорж-Етиен Картие, баща на Конфедерацията; представител на дом от горната средна класа в Монреал от средата на XIX век. | View of the Sir George-Étienne Cartier National Historic Site houses                                                   |
| Православна църква „Св. Георги Антиохийски“ (St. George Antiochian Orthodox Church)                                           | 1940 (завършване) | Монреал 45°32′23.5″ с. ш. 73°36′51.07″ з. д. / 45.539861° с. ш. 73.614186° з. д.      | Църква предимно във Византийски стил, най-ранната известна, специално построена църква на сирийската православна общност в Канада, която продължава да изпълнява първоначалната си роля; важен символ на историята и традициите на тази общност в Канада. | Interior of St. George Antiochian Orthodox Church                                                                      |
| Англиканска църква „Св. Георги“ (St. George's Anglican Church)                                                                | 1870 (завършване) | Монреал 45°32′23.5″ с. ш. 73°36′51.07″ з. д. / 45.539861° с. ш. 73.614186° з. д.      | Англиканска църква в центъра на Монреал, която е отличен пример за високата викторианска фаза на неоготическия стил. | Exterior view of St. George's Anglican Church                                                                          |
| Обединена църква „Сейнт Джеймс“ (St. James United Church)                                                                     | 1888 (завършване) | Монреал 45°30′18.97″ с. ш. 73°34′06.56″ з. д. / 45.505269° с. ш. 73.568489° з. д.     | Голяма каменна църква в стила на високата викторианска неоготика, тясно свързана с късната фаза на Методизма в Канада; най-известният пример в страната за амфитеатрален план за наоса и трансепта и неделно училище, повлияно от акронийския план на олтара. | Exterior view of St. James United Church                                                                               |
| Базилика „Св. Патрик“ (St. Patrick's Basilica)                                                                                | 1847 (завършване) | Монреал 45°30′12.82″ с. ш. 73°33′53.31″ з. д. / 45.503561° с. ш. 73.564808° з. д.     | Известен пример за френска неоготическа архитектура в страната; построена, за да обслужва един от най-големите ранни притоци на ирландски имигранти към днешна Канада, сърцето на ирландското население в Монреал и мястото на погребението на Томас Д'Арси Макгий през 1868 г.                                                                                            | Exterior view of St. Patrick's Basilica                                                                                |
| Сулпициански кули/ Форт „Монтан“ (Sulpician Towers / Fort de la Montagne)                                                     | 1694 (завършване) | Монреал 45°29′37.68″ с. ш. 73°35′04.56″ з. д. / 45.4938° с. ш. 73.5846° з. д.         | Две 13-метрови кули, които някога са били бастиони на крепост, построена от Франсоа Вашон дьо Белмон за сулпицианците от близката мисия; бивше седалище на училището и монахините на Маргьорит Буржуа. | Exterior view of one of the Sulpician Towers                                                                           |
| Търговия с кожи в Лашин (The Fur Trade at Lachine)                                                                            | 1803 (завършване) | Монреал 45°25′53.04″ с. ш. 73°40′32.16″ з. д. / 45.4314° с. ш. 73.6756° з. д.         | 1-етажен каменен склад, разположен в атрактивна паркова среда на брега на канала Лашин; първоначално построен от Северозападнатакомпания, складът символизира историята на търговията с кожи в Монреал. | The Fur Trade at Lachine warehouse and original Lachine Canal                                                          |
| Мейн (The Main) | | Монреал 45°30′36.58″ с. ш. 73°33′51.93″ з. д. / 45.510161° с. ш. 73.564425° з. д.     | 6 км дълъг участък от бул. „Сен Лоран“, където се заселват последователни вълни от имигранти; сливането и смесването на култури създадва характер, който вдъхновява романисти, поети, певци и режисьори. | Saint Laurent and Saint Catherine Streets in Montreal in 1905                                                          |
| Ложа „Трафалгар“ (Trafalgar Lodge)                                                                                            | 1848 (завършване) | Уестмаунт 45°29′42.36″ с. ш. 73°35′53.39″ з. д. / 45.4951° с. ш. 73.598164° з. д.     | Асиметрична 1+1⁄2-етажна тухлена вила; рядък пример за неоготическа вила в Квебек. | |
| Дом „Ван Хорне“/Шанезе“ (Van Horne / Shaughnessy House)                                                                       | 1848 (завършване) | Монреал 45°29′42.36″ с. ш. 73°35′53.39″ з. д. / 45.4951° с. ш. 73.598164° з. д.       | Второто имение в стил „Втора империя“ на Томас Шанезе, 1-ви барон Шанезе, което сега е част от Канадския център за архитектура. | Exterior view of Van Horne / Shaughnessy House                                                                         |
| Район „Уестмаунт“ (Westmount District)                                                                                        | 1874 (включване в града) | Уестмаунт                                                                             | Историческият квартал Уестмаунт, който олицетворява архитектурните стилове и тенденции в ландшафтната архитектура от 1890 до 1930 г.; отразява усилията на местните граждани, които от началото на XX век нататък се стремят да защитят многообразието и историческата цялост на застроената среда на района.                                                              | Westmount City Hall |
| Камери „Уилсън“ (Wilson Chambers)                                                                                             | 1868 (завършване) | Монреал 45°30′03.25″ с. ш. 73°33′35.06″ з. д. / 45.500903° с. ш. 73.559739° з. д.     | 4+1⁄2-етажна каменна търговска сграда в неоготически стил с италиански влияния и влияния на стила на Втората империя; докато много църкви и институционални сгради са издигнати в този стил през XIX век, търговските сгради в неоготически стил са рядкост и това е един от малкото останали примери в Канада.                                                            | Exterior view of Wilson Chambers                                                                                       |
| Гара „Уиндзор“ (Windsor Station (Canadian Pacific))                                                                           | 1889 (завършване) | Монреал 45°29′50.86″ с. ш. 73°34′07.18″ з. д. / 45.497461° с. ш. 73.568661° з. д.     | Железопътен терминал и централен офис на Канадския тихоокеански жп път, първоначално проектиран от Брус Прайс; една от най-ранните големи сгради в Канада, използваща Ричардсоновия неоромански стил. | Exterior view of Windsor Station                                                                                       |
| | |                                                                                       | | |

## Територия и административно деление

### Център на града и територия
Монреал се намира в центъра на Голям Монреал и граничи с:
- на изток: град Репантини, река Ривиер де Прери, община Варен, река Сейнт Лорънс, град Монреал Е, град Бушервил, град Лонгьой, град Сен Ламбер, град Бросар
- на запад: град Дю Монтан, град Сент Март сюр льо Лак, община Поант Калюме, община Ока, езеро „Дю Монтан“, община Сенвил, град Сент Ан дьо Белвю, град Киркленд, град Долар дез Ормо, град Дорвал, езеро „Сен Луи“
- на север: град Лавал, град Тербон, река Ривиер дьо Прери (разделяща Монреал от град Лавал)
- на юг: езеро „Сен Луи“, река Сейнт Лорънс, индиански резерват Канаваке, град Сент Катрин, англоговорещите анклави град Мон Роял, град Уестмаунт, град Хампстед, град Кот Сен Люк и община Монреал Уест

Територията на град Монреал се простира на 366,74 km2, т.е. най-голямата част от центъра и източната част на остров Монреал. Центърът на Монреал заема площ от приблизително 18 km2 на южния хълм на планината Мон Роял в район „Вил Мари“. Монреал има исторически център – Стария Монреал, на брега на река Сейнт Лорънс близо до Поант а Калиер и бизнес район, концентриран около бул. „Рене Левеск“. Повече от 1/3 от работните места в града са концентрирани в центъра на града.
Монреал се простира върху обширна градска зона с различна гъстота на населението. Ако определени сектори са гъсти и градски, като Плато Мон Роял, Мил Енд или Грифинтаун, то други са по-далеч от центъра, като Ривиер де Прери, л'Ил Бизар Сент Женвиев или Пиерфонд Роксборо. Монреал също има големи индустриални зони, по-специално в район Сен Лоран, близо до международното летище „Пиер-Елиот Трюдо“ и в източната част на острова. Разпръснат из целия остров, градът има много оживени артерии и търговски центрове като бул. „Сент Катрин“, Централеният пазар и пл. „Сен Юбер“.

### Периферия и Метрополен регион
Градската зона на Монреал се простира далеч отвъд общинските граници. Големият Монреал или Communauté métropolitaine de Montréal, който се състои от 82 общини, има площ от 4360 km2 и обединява 4,1 млн. жители, или почти половината от населението на Квебек. Монреал и Голям Монреал формират 15-ия най-голям метрополен регион в Северна Америка и 77-ия в световен мащаб. Основните градове в предградията на Монреал са Лавал (422 933 души), Лонгьой (239 700 души), Тербон (111 575 души), Бросар (85 721 души) и Репантини (84 285 души).
Подобно на големите северноамерикански градове градското разрастване в покрайнините на Монреал се случва главно при ниската гъстота (по-малко от 500 души на km2). Тази тенденция води до високи разходи по отношение на пътната инфраструктура, водопроводите, канализацията, електричеството, комуникациите и транспортните разходи. Тя насърчава урбанизацията в ущърб на земеделските земи и естествените местообитания.
В допълнение към пътната мрежа покрайнините на Монреал се обслужват по време на пиковите часове от крайградски пътнически влак, администриран от транспортната мрежа Еxo. Шест линии завършват в центъра на Монреал на гара „Люсиан-Л'Айе“ и на Централна гара. През 2016 г.Caisse de dépôt et placement du Québec разкрива проекта за Метрополна експресна мрежа – автоматизирано леко метро за близките предградия, което трябва да заработи до 2022 г.

### Деление
Градът се състои от 19 по-големи района (на английски: Boroughs), разделени на квартали. Всеки район има кмет и съвет. Много от тези райони са бивши независими градове, принудени да се слеят с Монреал през януари 2002 г. след общинската реорганизация на Монреал.  
Районът с най-много квартали е Вил Мари (№18 на картата), който включва центъра, историческия квартал „Стар Монреал“, Чайнатаун, Гей Вилидж, Латинския квартал, облагородения Международен квартал, Мултимедийния град (Cité Multimédia) и Квартала на спектаклите (Quartier des Spectacles). Други интересни квартали в района включват заможния квартал Голдън Скуейър Майл в подножието на Маунт Роял и района Шанезе Вилидж / Конкордия, където живеят хиляди студенти  от Университет „Конкордия“. Кварталът също така включва по-голямата част от Парк „Маунт Роял“, остров Света Елена и остров Нотр Дам.   
Районът „Плато Маунт Роял“ (№6 на картата) е франкофонски район на работническата класа. Най-големият квартал в него е Плато, който претърпява значително облагородяване, а проучване от 2001 г. го определя като най-творческия квартал на Канада, тъй като творците съставляват 8% от работната сила. Кварталът Майл Енд в северозападната част на района е доста мултикултурен район на града и включва две от добре познатите заведения за бейгъли в монреалски стил: St-Viateur Bagel и Fairmount Bagel. Гетото Макгил е в крайната югозападна част на района и е дом на хиляди студенти и преподаватели от Университет „Макгил“.  
Югозападният район (№7 на картата) е бил дом на голяма част от индустрията на града в края на XIX и началото до средата на XX век. Той включва Гуз Вилидж и исторически е бил дом на традиционно ирландските квартали на работническата класа Грифинтаун и Поан Сен Шарл, както и на бедните квартали Сен Анри и Малка Бургундия.   
Други забележителни квартали включват мултикултурните квартали Нотр Дам дъ Грас и Кот де Неж в район Кот де Неж Нотр Дам дъ Грас (№3 на картата) и Малката Италия в район Розмон Ла Птит Патри (№14 на картата), както и Ошлага Мезонньов – дом на Олимпийския стадион в район Мерсие Ошлага Мезонньов (№9 на картата).  
| Номер (карта) | Район                                                                     | Население (2023) | Площ в km2 | Гъстота на насел. за km2 |
| ------------- | ------------------------------------------------------------------------- | ---------------- | ---------- | ------------------------ |
| 1.            | Аунтсик-Картиевил (Ahuntsic-Cartierville)                                 | 138,923          | 24,2       | 5740,6                   |
| 2.            | Анжу (Anjou)                                                              | 45,288           | 13,7       | 3305,7                   |
| 3.            | Кот де Неж Нотр Дам дьо Грас (Côte-des-Neiges–Notre-Dame-de-Grâce)        | 173,729          | 21,4       | 8118,2                   |
| 4.            | Лашин (Lachine)                                                           | 46,971           | 17,7       | 2653,7                   |
| 5.            | Ласал (LaSalle)                                                           | 82,933           | 16,3       | 5087,9                   |
| 6.            | Льо Плато Мон Роял (Le Plateau-Mont-Royal)                                | 110,329          | 8,1        | 13 620,9                 |
| 7.            | Льо Сюд Уест (Le Sud-Ouest)                                               | 86,347           | 15,7       | 5499,8                   |
| 8.            | Л'Ил Бизар Сент Женвиев (L'Île-Bizard–Sainte-Geneviève)                   | 19,857           | 23,6       | 841,4                    |
| 9.            | Мерсие Ошлага Мезонньов (Mercier–Hochelaga-Maisonneuve)                   | 142,753          | 25.4       | 5620,2                   |
| 10.           | Монреал Нор (Montréal-Nord)                                               | 86,857           | 11,1       | 7825                     |
| 11.           | Утръмон (Outremont)                                                       | 26,505           | 3,9        | 6796,2                   |
| 12.           | Пиерфон Роксборо (Pierrefonds-Roxboro)                                    | 73,194           | 27,1       | 2700,9                   |
| 13.           | Ривиер де Прери Поант о Трамбл (Rivière-des-Prairies–Pointe-aux-Trembles) | 113,868          | 42,3       | 2691,9                   |
| 14.           | Розмон Ла Птит Патри (Rosemont–La Petite-Patrie)                          | 146,501          | 15.9       | 9213,9                   |
| 15.           | Сен Лоран (Saint-Laurent)                                                 | 104,366          | 42,8       | 2438,5                   |
| 16.           | Сен Леонар (Saint-Léonard)                                                | 80,983           | 13,5       | 5998,7                   |
| 17.           | Вердюн (Verdun)                                                           | 72,820           | 9,7        | 7507,2                   |
| 18.           | Вил Мари (Ville-Marie)                                                    | 103,017          | 16,5       | 6243,5                   |
| 19.           | Вирлей Сен Мишел Парк Екстансион (Villeray–Saint-Michel–Parc-Extension)   | 144,814          | 16,5       | 8776,6                   |

### Стар Монреал
Старият Монреал (на английски: Old Montreal) е историческа зона на югоизток от центъра, съдържаща много забележителности, като Старото пристанище на Монреал, площад „Жак Картие“, Кметството на Монреал, пазара „Бонскур“, Плас д'Арм, Музей „Поант а Калиер“, базиликата „Нотр Дам“ и Монреалският научен център. Архитектурата и калдъръмените улици в района са поддържани или възстановени. Той е достъпен от центъра на града през Подземния град и се обслужва от няколко автобусни маршрута STM и метростанции, фериботи до южния бряг и мрежа от велосипедни алеи.
Крайречната зона в близост до Стария Монреал е известна като Старото пристанище (на английски: Old Port). То е бившото място на Монреалското пристанище, което по-късно е преместено на по-голямо място надолу по течението на реката, оставяйки предишното местоположение като зона за отдих и история. Новото пристанище на Монреал е най-голямото контейнерно пристанище в Канада и най-голямото вътрешно пристанище в света.

### Маунт Роял
Планината Маунт Роял е мястото на Парк „Маунт Роял“ (на френски: Parc du Mont-Royal) – една от най-големите зелени площи в Монреал. Паркът, по-голямата част от който е залесен, е проектиран от Фредерик Ло Олмстед (проектант и на Сентръл парк в Ню Йорк) и е открит през 1876 г. Той съдържа две белведерета, по-известното от които е Kondiaronk Belvedere – полукръгъл площад с шале с изглед към центъра на Монреал. Други характеристики на парка са Бивър Лейк – малко изкуствено езеро, къса ски писта, скулптурна градина, Смит Хаус, Интерпретативният център и добре известният паметник на сър Жорж-Етиен Картие. Паркът е домакин на спортни, туристически и културни дейности.
Планината е дом на две големи гробища: Нотр Дам де Неж, основано през 1854 г., и Маунт Роял, основано през 1852 г. Първото е много по-голямо, предимно френско-канадско и официално католическо, и в него са погребани повече от 900 хил. души. Второто е от 67 хектара и представлява терасовидно гробище на северния склон на планината в квартал „Утръмон“; в него има повече от 162 хил. гроба и там са погребани редица видни канадци: включва част за ветерани с военни, наградени с най-високото военно отличие на Британската империя – Кръст „Виктория“; през 1901 г. в него е създаден първият крематориум в Канада.
Първият кръст (Mount Royal Cross) на планината е поставен там през 1643 г. от Пол Шомеде дьо Мезонньов – основател на града, в изпълнение на обета, който той е дал на Богородица, когато я моли да спре катастрофално наводнение. Днес планината е увенчана от осветен кръст с височина 31,4 м, поставен там през 1924 г. от Обществото на Йоан Кръстител и сега собственост на града. Той е превърнат в оптична светлина през 1992 г.: новата система може да включва светлините в червено, синьо или лилаво, последното от които се използва като знак на траур между смъртта на папата и избирането на следващия.

## Икономика
До началото на 1970-те г. Монреал е водещ индустриален център в Канада. Англо-американският капитал и франкофонската евтина работна ръка способстват за бързото развитие на града. Дълги години огромна част от емигрантите от Европа пристигат именно тук в търсене на работа в многобройните фабрики и пристанището на Монреал, едно от най-големите в света. Постепенно с понижаване на значението на английския език и растящия френско-канадски национализъм карат много американски и английски компании да изтеглят бизнеса си от града, което довежда до продължила над 20 години икономическа депресия.
След 1995 г. положението започва постепенно да се стабилизира и подобрява и много от световните компании се завръщат в Монреал. Днес градът е дом на компании като Националната банка на Канада (най-голямата банка в страната), Еър Канада, Бомбардие, Алианс Филмс и други.
Монреал има втората по големина икономика на канадските градове въз основа на БВП и най-голямата в Квебек. През 2019 г. Metropolitan Montreal отговаря за 234 млрд. канадски долари от 425,3 БВП на Квебек. Днес градът е важен център на търговията, финансите, промишлеността, технологиите, културата, световните дела и е централата на Монреалската фондова борса. През последните десетилетия градът се смята за по-слаб от Торонто и други големи канадски градове, но наскоро преживява възраждане.
Индустриите включват космическа индустрия, електронни стоки, фармацевтични продукти, печатни стоки, софтуерно инженерство, далекосъобщения, текстилна и модна промишленост, тотюнева промишленост, нефтохимикали и транспорт. Секторът на услугите също е силен и включва строително, машинно и процесно инженерство, финанси, висше образование и научно-изследователска и развойна дейност. През 2002 г. Монреал е четвъртият по големина център в Северна Америка по отношение на аерокосмическите работни места. Пристанището на Монреал е едно от най-големите вътрешни пристанища в света. Като едно от най-важните пристанища в Канада то остава място за трансбордиране на зърно, захар, петролни продукти, машини и потребителски стоки. Поради тази причина Монреал е железопътният център на Канада и винаги е бил изключително важен железопътен град; в него се намира седалището на Канадската национална железница и е дом на централата на Канадската тихоокеанска железница до 1995 г.
Седалището на Канадската космическа агенция е в Лонгюил, югоизточно от Монреал. Монреал също е домакин на централата на Международната организация за гражданска авиация (ICAO, орган на ООН ), Световната антидопингова агенция (олимпийски орган), Международния съвет на летищата (асоциацията на световните летища – ACI World), Международната асоциация за въздушен транспорт (IATA), IATA Operational Safety Audit и Международната търговска камара на гейовете и лесбийките (IGLCC), както и на някои други международни организации в различни области.
Монреал е център на филмовата и телевизионна продукция. В града се намират централата на Алианс Филмс и пет студия на носителя на Оскар Национален филмов борд на Канада, както и главните офиси на Телефилм Канада - националната агенция за финансиране на пълнометражни филми и телевизия и Ici Radio-Canada Télé – канадска френскоезична безплатна телевизионна мрежа, собственост на Канейдиън Броудкастинг Корпърейшън. Предвид еклектичната му архитектура и широката наличност на филмови услуги и членове на екипа Монреал е популярно място за заснемане на пълнометражни филми и понякога замества места в Европа. Градът също е дом на много признати културни, филмови и музикални фестивали (Just For Laughs, Just for Laughs: Gags, Международен джаз фестивал в Монреал и други), които допринасят значително за неговата икономика. Освен това е дом на едно от най-големите културни предприятия в света – Цирк дю Солей.
Монреал също е глобален център за изследвания в областта на изкуствения интелект с много компании, участващи в този сектор, като Фейсбук AI Research (FAIR), Microsoft Research, Гугъл Брейн, ДеийпМайнд, Самсунг Рисърч и Thales Груп (cortAIx). Градът също така е дом на Mila – изследователски институт за изкуствен интелект с над 500 изследователи, специализирани в областта на дълбокото обучение, най-големият по рода си в света.
Индустрията на видеоигрите процъфтява в Монреал от 2 ноември 1995 г., съвпадайки с откриването на Убисофт Монреал. Наскоро градът привлича водещи световни разработчици на игри и издателски студия като EA, Eidos Interactive, BioWare, Artificial Mind and Movement, Strategy First, THQ, Gameloft главно поради качеството на местната специализирана работна ръка и данъчните кредити, предлагани на корпорациите През 2010 г. Уорнър Брос. Интерактив Ентъртеймънт - подразделение на Уорнър Брос, обявява, че ще отвори студио за видеоигри. Сравнително ново за индустрията на видеоигрите, това е първото им открито, а не закупено студио, и то ще разработва игри за такива техни франчайзи като Батман и други игри от тяхното портфолио на Ди Си Комикс.
Монреал играе важна роля във финансовата индустрия. В сектора през 2016 г. работят приблизително 100 000 души в района на Монреал. Към март 2018 г.той е класиран на 12-та позиция в Индекса за глобалните финансови центрове – класация на конкурентоспособността на финансовите центрове по света. Градът е дом на Монреалската фондова борса – най-старата фондова борса в Канада и единствената борса за финансови деривати в страната. Корпоративните централи на Монреалската банка и на Кралската канадска банка – две от най-големите банки в Канада, са били в Монреал. Въпреки че и двете банки преместват централите си в Торонто, Онтарио, юридическите им корпоративни офиси остават в Монреал. Градът е дом на централните офиси на две по-малки банки – Националната канадска банка и Лаврентийската канадска банка. Caisse de dépôt et placement du Québec – институционален инвеститор, управляващ активи на обща стойност 408 млр. канадски долара, има основен бизнес офис в Монреал. Много чуждестранни филиали, опериращи във финансовия сектор, също имат офиси в Монреал, включително HSBC, Aon, Сосиете Женерал, Париба и AXA.
Няколко компании са със седалище в района на Монреал, включително Рио Тинто Алкан, Бомбардие, Канадски национални железници, CGI Group, Еър Канада, Air Transat, CAE, Saputo, Цирк дю Солей, Стингрей Груп, Квебекор, Ултрамар, Kruger Inc., Група „Жан Куту“, Uniprix, Проксим, Домтар, Льо Шато, Пауър Корпорейшън, Cellcom Communications, Бел Канада. Стандарт Лайв, Хидро-Квебек, AbitibiBowater, Прат и Уитни Канада, Молсън, Тембек, Канадски параходни линии, Феднав, Alimentation Couche-Tard, SNC-Лавален, MEGA Brands, Аероплан, Агропур, Metro Inc., Канадска лаврентийска банка, Националната банка на Канада, Transat AT, Via Rail, GardaWorld, Новакам Текнолоджис, SOLABS, Доларама, Рона и Caisse de dépôt et placement du Québec.
Центърът за рафиниране на петрол в Монреал е най-големият център за рафиниране в Канада с компании като Петро-Канада, Ултрамар, Гълф Ойл, Петромон, Ашланд Канада, Parachem Petrochemical, Coastal Petrochemical, Интерквиза (Cepsa) Петрокемикал, Нова Кемикалс и др. Шел решава да затвори рафиниращия център през 2010 г., изхвърляйки стотици без работа и причинявайки повишена зависимост от чуждестранни рафинерии за Източна Канада.

## Култура
През 2008 г. Монреал е посочен като „културната столица на Канада" от списание Monocle. Градът е център на Канада за френскоезични телевизионни продукции, радио, театър, филми, мултимедия и печатни издания. Многобройните културни общности в Монреал са му придали отличителна местна култура. Монреал е определен от ЮНЕСКО за Световна столица на книгата за 2005 г.
Намирайки се в центъра на сливането на френските и английските традиции, Монреал е развил уникално и отличително културно лице. Градът дава много таланти в областта на визуалните изкуства, театъра, танците и музиката, с традиции в продуцирането както на джаз, така и на рок музика. Друга отличителна черта на културния му  живот е оживеността на центъра му, особено през лятото, подтикната от културни и социални събития, включително неговите над 100 годишни фестивала, като най-големият е Международният джаз фестивал в Монреал – най-големият джаз фестивал в света. Други популярни събития включват Just for Laughs (най-големият комедиен фестивал в света), Световният филмов фестивал в Монреал, Les FrancoFolies de Montréal, Nuits d'Afrique, Поп Монреал, Divers/Cité, Фиертè Монреал, Монреалският фестивал на фойерверките (L'International des Feux Loto-Québec), Иглуфест, Пикник Електроник, Montréal en Lumiere, Ошеага, Хеви Монреал, Mode + Design, Montréal complètement cirque, МУТЕК, Блек енд Блу и множество по-малки фестивали. Градът също е широко известен със своя разнообразен и оживен нощен живот.
Културно сърце на класическото изкуство и място за много летни фестивали, Плас дез Арс е комплекс от различни концертни и театрални зали, обграждащи голям площад в източната част на центъра. Той е седалището на един от най-големите оркестри в света – Монреалският симфоничен оркестър. Метрополният оркестър на Големия Монреал и камерният оркестър I Musici de Montréal са други два уважавани оркестъра на Монреал. Също така на Плас дез Арс се изявяват Операта на Монреал и главната балетна трупа на града Les Grands Ballets Canadiens. Международно признати авангардни танцови трупи като Компания „Мари Шуинар“, Ла Ла Ла Хюман Степс, О Вертиго и Фондация „Жан-Пиер Перо“ са обиколили света и са работили с международни популярни изпълнители по видеоклипове и концерти. Уникалната хореография на тези трупи проправи пътя за успеха на световноизвестния Цирк дю Солей.
С прякор „Градът на стоте камбанарии“, Монреал е известен със своите църкви. На острова има приблизително 650 църкви, като 450 от тях датират от 1800 г. или по-рано. Марк Твен отбелязва: „Това е първият път, когато бях в град, където не можеш да хвърлиш тухла, без да счупиш прозорец на църква.“ Градът има четири римокатолически базилики: катедралата „Мария, кралица на света“, базиликата „Нотр Дам“, базиликата „Свети Патрик“ и Ораторият „Свети Йосиф“. Ораторият е най-голямата църква в Канада, с втория по големина меден купол в света след този на базиликата „Свети Петър“ в Рим.
В началото на 40-те години на XX век литературата на Квебек започва да преминава от пасторални разкази, романтизиращи френско-канадската провинция, към писане, чието действие се развива в мултикултурния град Монреал. Сред забележителните пионерски творби, описващи характера на града, са романът Bonheur D'Occasion на Габриел Рой от 1945 г., преведен като „Тенекиената флейта“, и романът „Земята и високото небе“ (Earth and High Heaven) на Гуеталин Греъм от 1944 г. Последвалите ги автори на белетристика, творили в Монреал, включват Мордехай Рихлер, Клод Жасмин, Франсин Ноел, Хедър О'Нийл и др.

## Спорт
Най-популярният спорт в града е хокеят на лед. Професионалният хокеен отбор Монреал Канейдиънс е един от Първата шестица на Националната хокейна лига (НХЛ) и печели рекордните за НХЛ 24 шампионата за Купа „Стенли“. Негови съперници са Торонто Мейпъл Лийфс и Бостън Бруинс, и двата от които също са отбори от Първата шестица, и Отава Сенатърс – най-близкият географски отбор. Канейдиънс играят в Бел Сентър от 1996 г., а преди това са играли на Монреалския форум.
Монреал Алует от Канадската футболна лига (CFL) играят на Мемориален стадион „Пърсивал Мосън“ в кампуса на Университет „Макгил“ за своите игри от редовния сезон. Мачовете от края на сезона и плейофите понякога се играят на много по-големия, затворен Олимпийски стадион, който също е домакин на Купата на Грей през 2008 г. Алует печелят Купата на Грей осем пъти, последно през 2023 г. Те имат два периода на пауза. По време на втория Монреал Машин играе в Световната лига по американски футбол през 1991 и 1992 г. Макгил Редбърдс, Конкордия Стингърс и Карабините на Монреалския университет играят във футболната лига U Sports (най-висшата аматьорска лига за канадски футбол).
Монреал има легендарна бейзболна история. Градът е бил дом на Монреал Роялс от второстепенната лига на Международната лига до 1960 г. През 1946 г. Джаки Робинсън нарушава бейзболната цветна линия с Роялс в една емоционално трудна година. Мейджър Лийг Бейзбол идва в града под формата на Монреалското изложение през 1969 г. Те играят мачовете си на Стадион „Джари Парк“, докато не се преместват на Олимпийския стадион през 1977 г. След 36 години в Монреал отборът се мести във Вашингтон през 2005 г. и се преименува на Вашингтон Нешънълс
CF Montréal (по-рано известен като Монреал Импакт) е професионалният футболен отбор на града. Те играят на специален футболен стадион, наречен Стадион „Сапуто“. Те се присъединяват към най-голямата футболна лига в Северна Америка – Мейджър Лийг Сокър през 2012 г. Игрите в Монреал от Световното първенство по футбол U-20 през 2007 г. и Световното първенство по футбол U-20 за жени през 2014 г. се провеждат на Олимпийския стадион, а мястото е домакин на мачовете в Монреал от Световното първенство по футбол за жени през 2015 г.
Монреал е мястото на високопоставено автомобилно състезателно събитие всяка година: състезанието „Голямата награда на Канада“ на Формула 1 (F1). То се провежда на пистата „Жил Вилньов“ на Ил Нотр Дам. През 2009 г. състезанието е извадено от календара на Формула 1, но се връща на 1 през 2010 г. Отново е премахнато през 2020 г. и 2021 г. поради пандемията от COVID-19, но състезанията са възобновени през 2022 г. с Голямата награда на Канада през 2022 г. Пистата също е домакин на кръг от Световните серии на Champ Car от 2002 до 2007 г. и е дом на NAPA Auto Parts 200 – състезание от Нейшънуайд Сиърис, и на Montréal 200 – състезание от Grand Am Rolex Sports Car Series.
Стадион IGA, построен през 1993 г., се използва за турнирите по тенис за мъже и жени на Канада Оупън (известен преди като Купата на Роджър). Турнирът за мъже е събитие от Мастърс 1000 на ATP Световен тур, а турнирът за жени е Категория „Висши“ от WTA Тур. Турнирите за мъже и жени се редуват между Монреал и Торонто всяка година.
Монреал е домакин на Летните олимпийски игри през 1976 г. Стадионът струва 1,5 млр. долара и с лихвите тази цифра нараства до почти 3 млрд., и е изплатена през декември 2006 г. Монреал също е домакин на първите по рода си Световни игри през лятото на 2006 г., привличайки над 16 000 участници, участващи в 35 спортни дейности. Градът е кандидат за зимните олимпийски игри през 1956 г., но губи от Кортина д'Ампецо.
Монреал е домакин на 17-ия световен шампионат и конвенция по каране на едноколесен велосипед (УНИКОН) през август 2014 г.
Професионалните спортни отбори на града са:
- Монреал Канейдиънс (Montreal Canadiens), създаден през 1909 г. – хокей на лед
- PWHL Montreal, създаден през 2023 г. – хокей на лед (женски отбор)
- Монреал Алует (Montréal Alouettes), създаден през 1946 г. – канадски футбол
- CF Montréal, създаден през 2012 г. като Монреал Импакт – футбол
- Монреал Алианс (Montreal Alliance), създаден през 2022 г. – баскетбол

## Медии
Монреал е вторият по големина медиен пазар в Канада и център на канадската франкофонска медийна индустрия. Той е добре обслужван от медиите, включвайки френски и английски телевизии, вестници, радио станции и списания. Има четири ефирни английски телевизионни станции: CBMT-DT (CBC Television), CFCF-DT (CTV), CKMI-DT (Global) и CJNT-DT(City), както и пет ефирни френски телевизионни станции: CBFT-DT (Ici Radio-Canada), CFTM-DT (TVA), CFJP-DT (V), CIVM-DT (Télé-Québec), и CFTU-DT (Canal Savoir).
Монреал има четири ежедневника: английският Montreal Gazette и френските La Presse, Le Journal de Montréal, Le Devoir. Съществуват и два френски ежедневника, които се раздават безплатно: Métro и 24 Heures. Монреал има множество ежеседмични таблоиди и обществени вестници обслужващи различни квартали, етнически групи и училища.

## Образование
Образователната система в Квебек е различна от другите системи в Северна Америка. Между гимназията (която завършва в 11 клас) и университета учениците трябва да преминат през допълнително училище, наречено CEGEP –  държавно финансиран колеж, предоставящ технически, академични, професионални програми или комбинация от тях. Предуниверситетските програми обикновено са с продължителност две години, запълвайки празнината между средното образование и бакалавърските степени, които са с една година по-кратки в Квебек в сравнение с други места в Канада. Техническите програми обикновено са с продължителност три години, със специализация в курсове, водещи до кариера веднага след дипломирането. В зависимост от университета студентите с дипломи от колеж от техническа програма могат да продължат обучението си в университет за висше образование. Въпреки че всички колежи в Квебек разговорно се наричат CEGEP, само държавните колежи се наричат официално с това име. И държавните (CEGEPs), и частните колежи имат една и съща функция в Квебек.
С четири университета, седем други институции, даващи дипломи, и 12 CEGEP в радиус от 8 km, Монреал има най-високата концентрация на учащи с образование след средното от всички най-големи градове в Северна Америка (4,38 учащи на 100 жители през 2008 г.).

### Висше образование
През 2016 г. QS Best Student Cities определя Монреал за седмото най-добро място в света за студенти във висшето образование.
- Университетът „Макгил“ (McGill University) е водещият англоезичен изследователски университет в Канада[219] и едно от най-реномираните висши учебни заведения в света. Той има 12 нобелови лауреата, 3 носителя на наградата „Пулицър“ и 141 носителя на Стипендия „Родс“. Сред възпитаниците му са 3 канадски премиера и 13 съдии от Канадския върховен съд. През 2021 г. е класиран като най-добрият медицински и докторски университет в Канада за 17-та поредна година от Маклийнс[220] и втори в Канада, както и като 27-ият най-добър университет в света от QS World University Rankings.[221]
- Университетът „Конкордия“ (Concordia University) е англоезичен държавен университет, създаден през 1974 г. след сливането на Йезуитския колеж „Лойола“ и Университет „Сър Джордж Уилямс“.[222] През 2019 г. е класиран като един от най-добрите държавни университети в Канада от Маклийнс[223] Университетското бизнес училище „Джон Молсън“ е сред десетте топ бизнес училища в Канада.
- Монреалският университет (на френски: Université de Montréal (UdeM)) е вторият по големина изследователски университет в Канада и е класиран като един от най-добрите университети в Канада. Две отделни институции се помещават в университета: Монреалската политехника (на френски: École Polytechnique de Montréal), която е школа по инженерство, и Висшата школа по търговия (на френски: HEC Montréal) – бизнес училище, основано през 1907 г. и считано за едно от най-добрите бизнес училища в Канада.[224]
- Университетът на Квебек в Монреал (Université du Québec à Montréal (UQÀM)) е монреалският филиал на Университета на Квебек. UQÀM в общи линии специализира в либералните изкуства, въпреки че има много програми, свързани с науките. 
  - Мрежата на Университета на Квебек също има три отделни училища в Монреал: Висше училище по технологии (École de technologie supérieure (ETS)), Национално училище по публична администрация (École nationale d'administration publique (ENAP)) и Националният научно-изследователски институт (Institut national de la recherche scientifique (INRS)).
- Монреалският институт по теология на свещениците „Сен Сюлпис“ (L'Institut de formation théologique de Montréal des Prêtres de Saint-Sulpice (IFTM)) специализира в богословието и философията.
- Институтът по хотелиерство и туризъм на Квебек (Institut d'hôtellerie et de tourisme du Québec (IHTQ)) предлага приложна бакалавърска степен по хотелиерство и хотелски мениджмънт.
- Монреалската музикална консерватория (Conservatoire de musique du Québec à Montréal) предлага както бакалавърска, така и магистърска степен за класическа музика.

Освен това два френскоезични университета – Университет „Шербурк“ (Université de Sherbrooke) и Университет „Лавал“ имат кампуси в близкото предградие Longueuil на южния бряг на Монреал. Освен това l' Institut de pastorale des Dominicains е университетският център в Монреал на Доминиканския университетски колеж в Отава. Факултетът по евангелска теология (Faculté de théologie évangelique) е база в Монреал на Университет „Акадия“ от Нова Скотия, обслужващ френската протестантска общност в Канада, като предлага както бакалавърска, така и магистърска програма по теология.

## Известни личности
Родени в Монреал
- Норма Шиърър (1902 – 1983) –  канадско-американска актриса и холивудска звезда
- Ерик Берн (1910 – 1970) – американски психолог
- Пиер Елиът Трюдо (1919 – 2000) – канадски политик
- Морис Ришар (1921 – 2000) – канадски хокеист
- Оскар Питърсън (1925 – 2007) – канадски джаз-пианист и композитор
- Уилям Шатнър (р. 1931) – канадски актьор
- Питър Кълън (р. 1941) – канадски озвучаващ актьор
- Женевиев Бюжо (р. 1942) – канадска актриса
- Робер Шарлебоа (р. 1944) – канадски певец и автор на песни
- Ленард Коен (1934 – 2016) – канадски поет и музикант
- Сидни Олтман (1939 – 2022) – канадски нобелов лауреат по химия
- Филип Шелби (р. 1950) – американски писател
- Джак Лейтън (1950 – 2011) – канадски политик
- Стивън Пинкър (р. 1954) –  канадски психолог и автор на книги
- Милен Фармер (р. 1961) – френска певица
- Жули Пайет (р. 1963) – канадска учена и астронавтка
- Марио Лемьо (р. 1965) – канадски хокеист
- Крис Беноа (р. 1967) – канадски професионален кечист
- Селин Дион (р. 1968) – канадска певица
- Наоми Клайн (р. 1970) – канадска журналистка, авторка на книги и активистка
- Мартин Бродюр (р. 1972) – канадска хокеист
- Мери Пиърс (р. 1975) – френска тенисистка
- Бианка Бошан (р. 1977) – канадски еротичен модел
- Пиер Бувие (р. 1979) – канадски музикант и изпълнител
- Рашел Льофевр (р. 1979) – канадска актриса
- Марис Уеле (р. 1983) – френско-канадска кечистка, актриса и модел
- Александра Возняк (р. 1987) – канадска тенисистка от полски произход

Починали в Монреал
- Живоин (Жика) Лазич (1876 – 1958) – сръбски политик
- Уайлдър Пенфийлд (1891 – 1976) – американско-канадски неврохирург
- Ханс Хуго Бруно Селие (1907 – 1982) – канадски ендокринолог от австро-унгарски произход и унгарски етнос
- Ерик Витковер (1899 – 1983) – английски психоаналитик и психиатър
- Буена Сарфати (1916 – 1997) – македонска еврейка, поетеса, партизанка в Гърция през Втората световна война
- Реймънд Клибански (1905 – 2005) – германско-канадски историк
- Климент Денчев (1939 – 2009) – български и канадски актьор
- Добри Динев (1947 – 2015) – български плувец, рекордьор по плуване на дълги разстояния
- Марио Бунге (1919 – 2020) – аржентински философ

Други
- Сол Белоу (1915 – 2005) – американски писател
- Джъстин Трюдо (р. 1971) – канадски политик
- Южени Бушар (р. 1994) – канадска тенисистка

## Побратимени градове
- Алжир (град), Алжир (2018)
- Аман, Йордания
- Амстердам, Нидерландия
- Атина, Гърция (1997)
- Бамако, Мали (2008)
- Барселона, Испания
- Беер Шева, Израел
- Бейрут, Ливан
- Бейхай, Китай (1996)
- Бостън, САЩ (1995)
- Брюксел, Белгия
- Букурещ, Румъния
- Дъблин, Ирландия
- Ереван, Армения (1998)
- Йоханесбург, ЮАР
- Казабланка, Мароко (1999)
- Кали, Колумбия
- Кито, Еквадор (1997)
- Лиеж, Белгия
- Лима, Перу
- Лион, Франция (1989)
- Лисабон, Португалия
- Лондон, Великобритания
- Манагуа, Никарагуа (2001)
- Манила, Филипини (2005)
- Мелбърн, Австралия (2007)
- Милано, Италия (1996)
- Монреал ла Клюз, Франция (1970)
- Монреал ле Сурс, Франция (1972)
- Монреал дю Гер, Франция (1983)
- Москва, Русия (1997)
- Ню Йорк, САЩ
- Ню Орлиънс, САЩ
- Париж, Франция (2006)
- Порт о Пренс, Хаити (1995)
- Пусан, Република Корея (2000)
- Рио де Жанейро, Бразилия (1998)
- Сан Салвадор, Салвадор (2001)
- Сантяго де Чиле, Чили (1997)
- Тел Авив, Израел (1996)
- Тунис, Тунис (1999)
- Хавана, Куба
- Хановер, Германия
- Ханой, Виетнам (1997)
- Харисбърг, САЩ
- Хирошима, Япония (1998)
- Хонолулу, САЩ
- Шанхай, Китай (1985)
- Юннан, Китай (2001)